# Чигиринское
Чигиринское (укр. Чигиринське) — село в Кетрисановской сельской общине Кропивницкого района Кировоградской области Украины.
До 2020 года входило в Бобринецкий район
Население по переписи 2001 года составляло 45 человек. Почтовый индекс — 27248. Телефонный код — 5257. Занимает площадь 0,095 км². Код КОАТУУ — 3520885805.